# NASCAR Heat 5
NASCAR Heat 5 est un jeu vidéo de course simulant la saison de NASCAR 2020. Il a été développé par 704Games et a été publié par Motorsport Games le 10 juillet 2020 pour PlayStation 4, Xbox One et Microsoft Windows via Steam. Chase Elliott est l'athlète de couverture de l'édition standard et Tony Stewart est l'athlète de couverture de l'édition Gold.

## Jouabilité
À part un nouveau mode test de piste solo, le gameplay est resté en grande partie le même que son prédécesseur, NASCAR Heat 4. Des ajustements mineurs sur les arrêts aux stands, à la cabine de peinture et aux abandons en course (DNF) ont également été introduits.

## Développement et publication
Après avoir demandé à Monster Games de développer les quatre premiers volets de la nouvelle série NASCAR Heat, l'éditeur 704Games a repris le développement et a confié l'édition à Motorsport Games. NASCAR Heat 5 est sorti le 7 juillet 2020 pour ceux qui ont précommandé l'édition Gold ; des copies standard du jeu sont sorties le 10 juillet. En plus de la date de sortie anticipée, l'édition Gold comprend des voix d'observateur bonus, des schémas de peinture et des opportunités dans le mode carrière. Des packs de contenu téléchargeables supplémentaires ont également été annoncés avec la sortie du jeu.
Un portage sur Nintendo Switch appelé NASCAR Heat Ultimate Edition + a été discrètement répertorié sur Amazon en octobre 2021 et a été publié le 19 novembre 2021. En plus du contenu 2020, il comprend également les pilotes et les schémas de peinture principaux de la saison 2021 de la NASCAR Cup Series.

## Réception
Avant sa sortie, Heat 5 a été critiqué pour s'être concentré sur des changements mineurs au lieu de résoudre les problèmes majeurs rencontrés par les précédents titres NASCAR Heat. Le développeur 704Games a affirmé que l'approche était due aux limitations du code hérité sur lequel le jeu était construit.

## Série de courses en vedette
| Nom de série                             | Nombre de pilotes | Nombre de courses |
| ---------------------------------------- | ----------------- | ----------------- |
| NASCAR Cup Series                        | 75                | 31                |
| NASCAR Xfinity Series                    | 45                | 31                |
| NASCAR Gander Outdoors & RV Truck Series | 35                | 32                |
| Xtreme Dirt Tour (Fantasy League)        | 24                | 12                |

## Bande sonore
| Titre                | Artiste                        |
| -------------------- | ------------------------------ |
| Again & Again        | Fire Fences                    |
| Earthquake           | Matthew Szlachetka             |
| HEAT                 | Avoid                          |
| Keep the Car Running | Andrew Leahey                  |
| Late Bloomer         | Brett Wiscons                  |
| Let's Go Out Tonight | Bradley Wik and the Charlatans |
| Long Year            | Steve Everett                  |
| Never Love You       | Steve Everett                  |
| Pay Day              | Fire Fences                    |
| Song About James     | Avoid                          |
| We're Gonna Be OK    | Hey Monea                      |